# Cișmigiu-Park

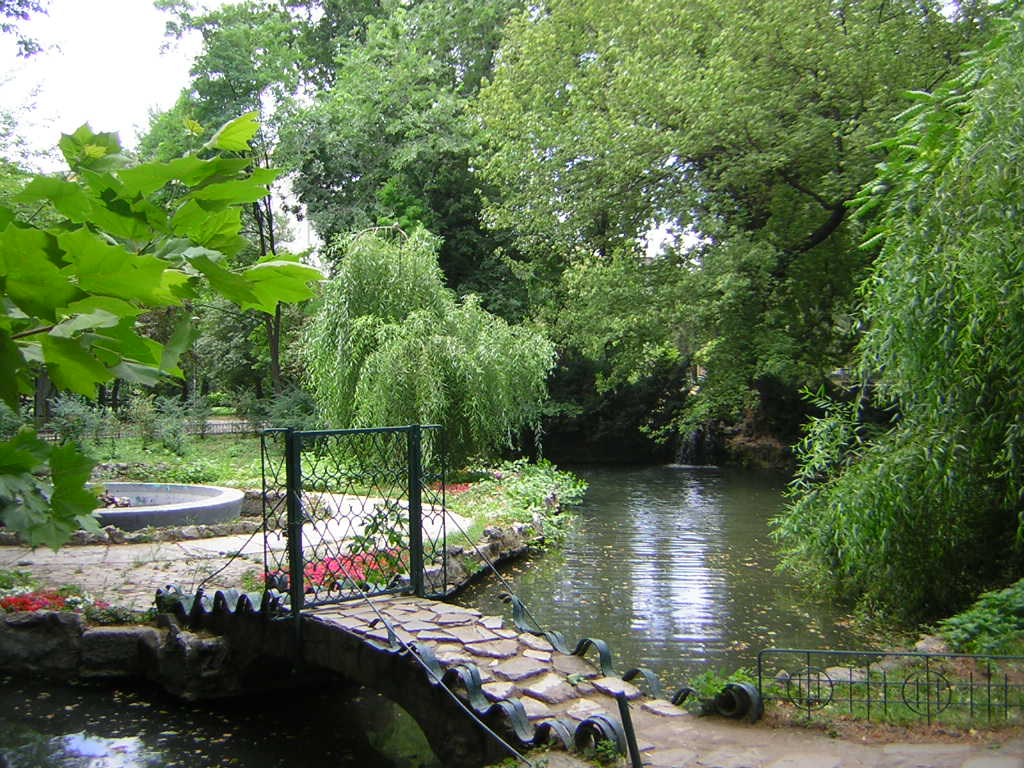
Brücke im Cișmigiu-Park

Der Cișmigiu-Park (amtlich: „Grădina Cișmigiu“, deutsch: Cișmigiu-Garten) ist der größte und 
älteste öffentliche Park im Zentrum von Bukarest, Rumänien. Der Park hat eine Fläche von 17 ha.

## Geschichte
Der Cișmigiu-Park entstand am Ende des 18. Jahrhunderts. Die ersten Arbeiten begannen im Jahre 1798 in dem heute ältesten und berühmtesten Park Bukarests. Damals begann man mit dem Bau von zwei Springbrunnen, den sogenannten „Cișnele“, von deren Bezeichnung der Name „Cișmigiu“ abgeleitet wurde. 
1837 wurden die angrenzenden Sümpfe um das Parkgebiet trockengelegt, die Arbeiten dauerten ein Jahrzehnt. Der Wiener Gartenarchitekt Carl Friedrich Wilhelm Meyer, der ursprünglich aus Sachsen stammte, wurde mit dem Anlegen eines erweiterten Parks betraut. Er ließ zwischen 1849 und 1860 mehr als 30.000 Bäume und Sträucher pflanzen, baute nach Wiener Vorbild Musiklauben, künstliche Inseln, Zierbrücken und eine Promenadenallee. Am 22. März 1860 wurde der Park für Besucher freigegeben.
1910 erhielt der Park sein endgültiges Aussehen durch den Gartenarchitekten Friedrich Rebhuhn, der über 30 Jahre (bis nach Ende des Zweiten Weltkriegs) Bukarester Stadtgartendirektor blieb. Der Park bekam durch ihn einen eher „rumänischen“ Charakter. Er ersetzte die Alleen mit den geometrischen Formen, den gestutzten Pappeln und Linden durch einen großen Blumenteppich nach dem traditionellen Muster der rumänischen Teppiche, schaffte das „Rumänische Rondeau“ mit den Marmorbüsten von sechs rumänischen Schriftstellern, einen Spielplatz, einen kleinen Zoo, einen Bootsverleih und ein Restaurant.
Cișmigiu verfügt heute über einen französischen Garten, ein Schriftsteller-Rondell, ein römisches Rondell, einen Rosengarten und zwei Seen, der größere Cișmigiu-See und der kleinere Lebedelor-See. Im Winter werden die Seen gern zum Schlittschuhlaufen mit Musik benutzt.

## Bildergalerie

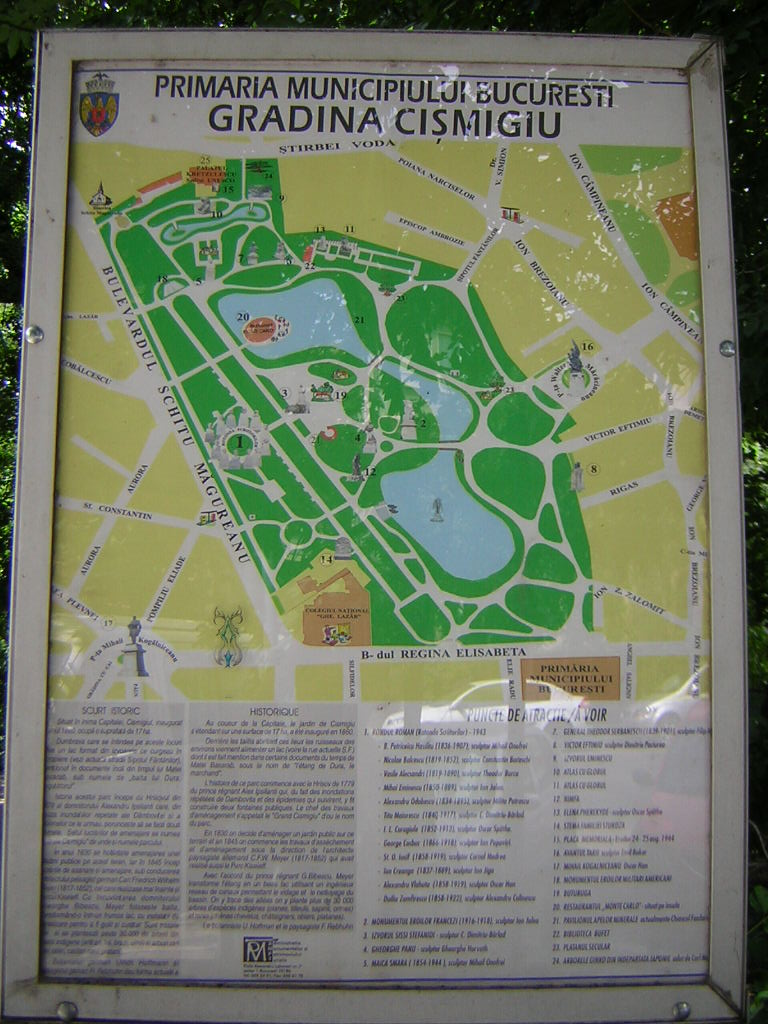
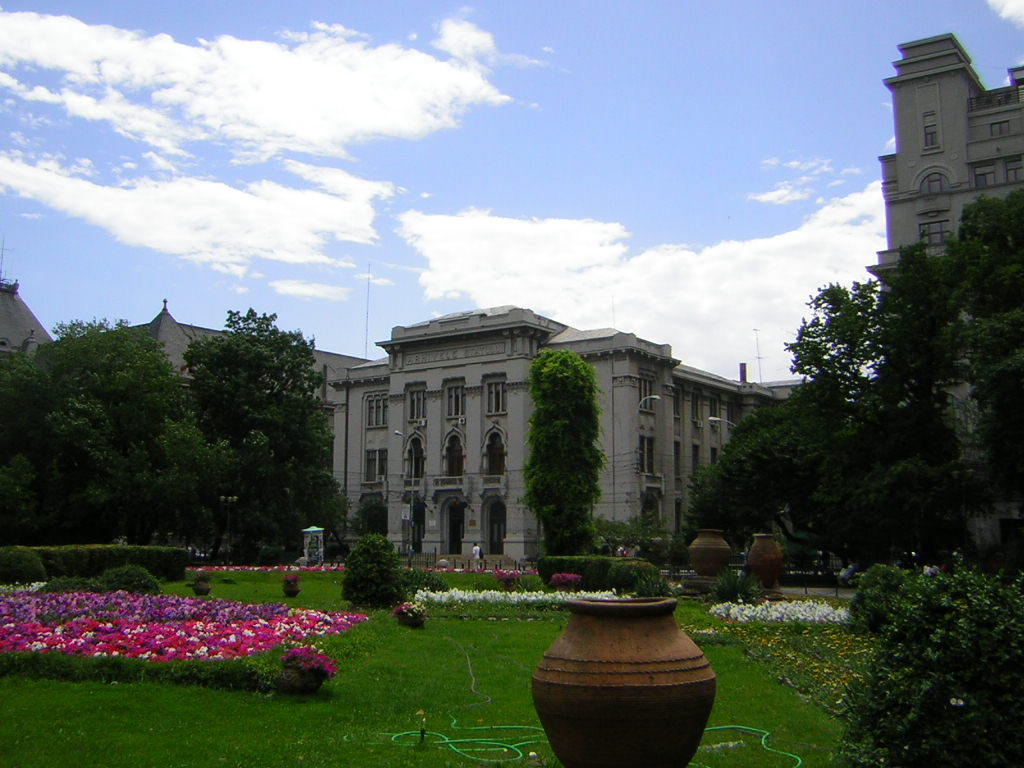
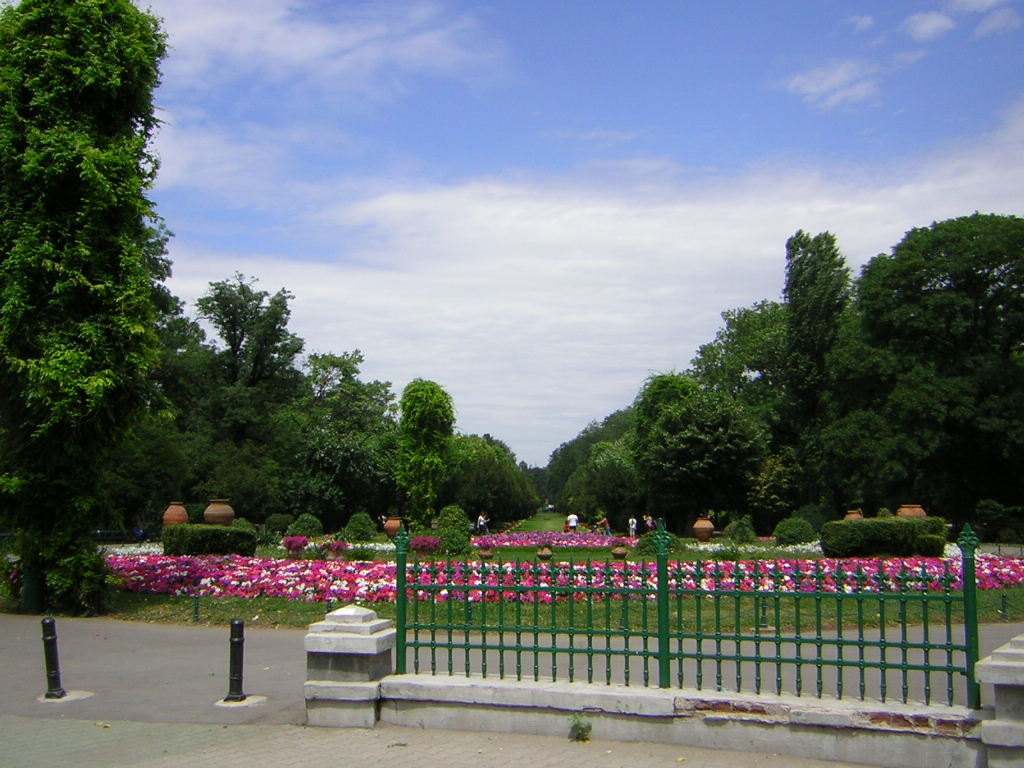
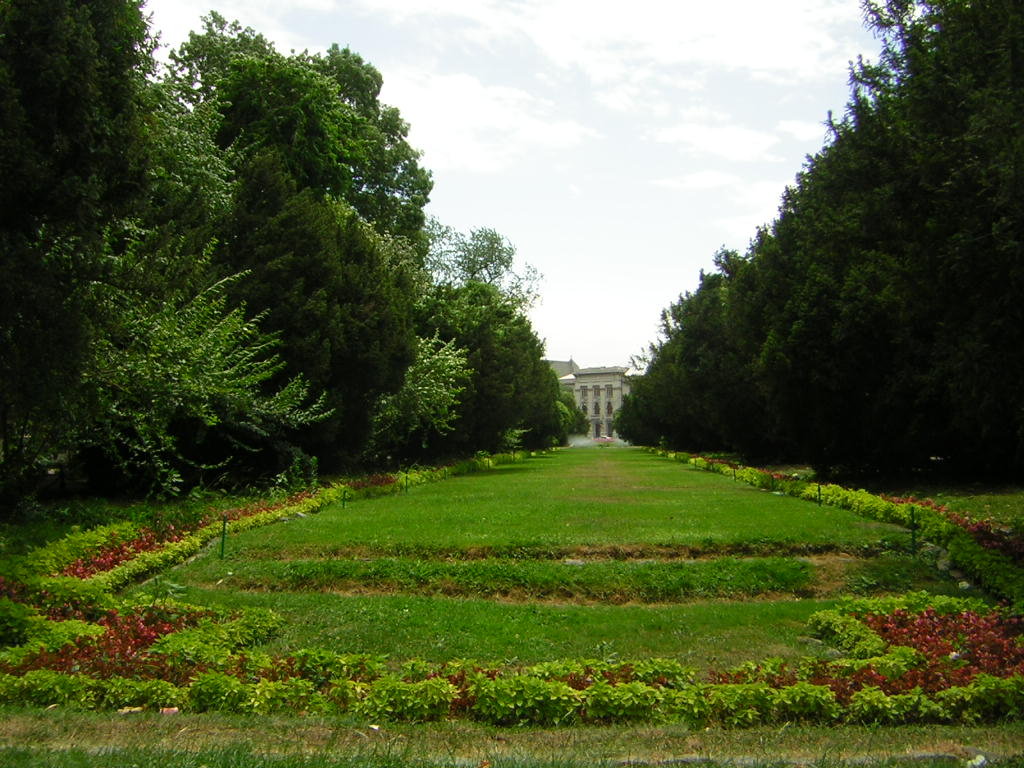
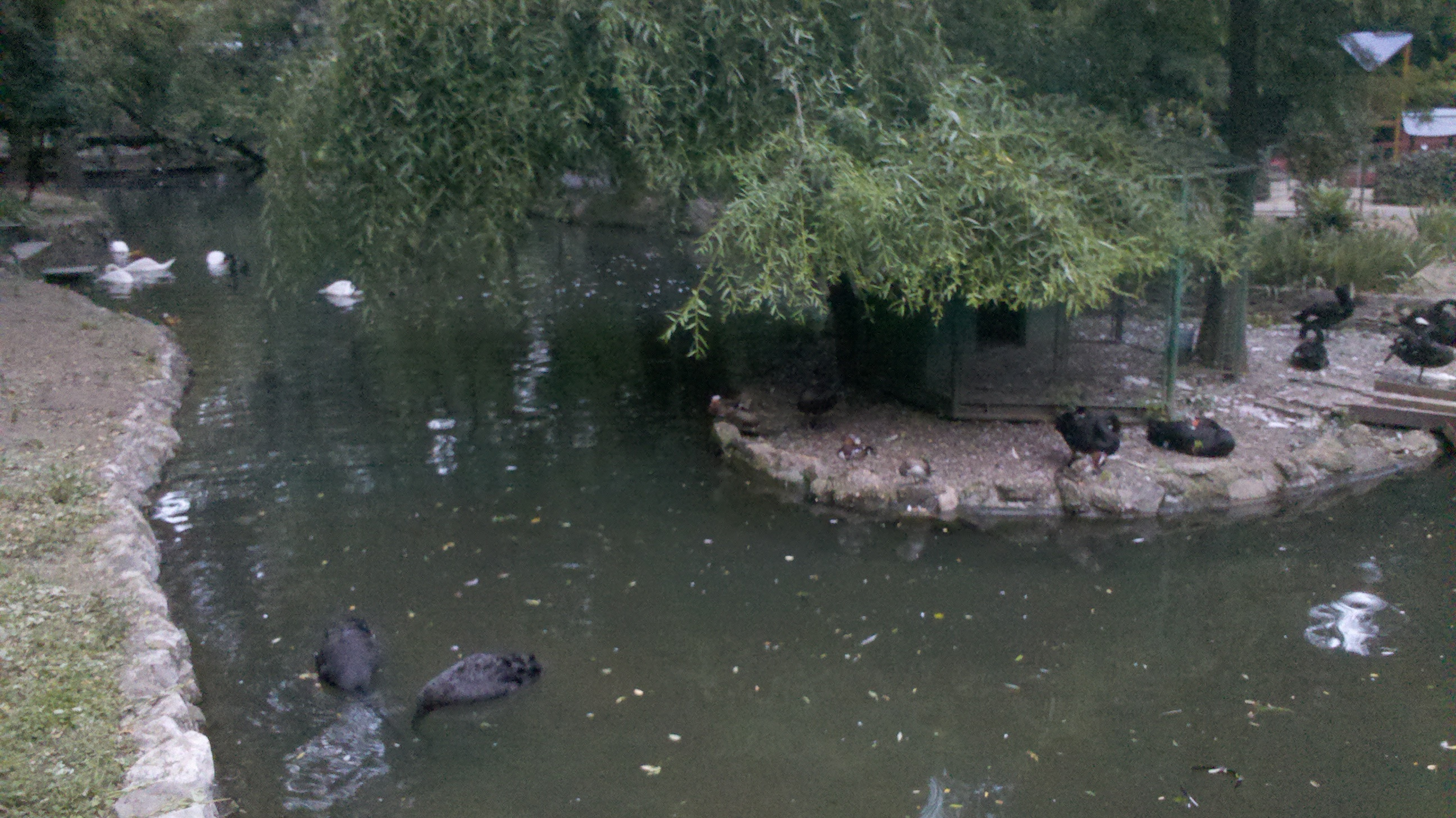